# ピエーヴェ・エマヌエーレ
ピエーヴェ・エマヌエーレ（伊: Pieve Emanuele）は、イタリア共和国ロンバルディア州ミラノ県にある、人口約16,000人の基礎自治体（コムーネ）。

## 地理

### 位置・広がり

#### 隣接コムーネ
隣接するコムーネは以下の通り。括弧内のPVはパヴィーア県所属を示す。
- バジーリオ
- ラッキアレッラ
- ロカーテ・ディ・トリウルツィ
- オーペラ
- ロッツァーノ
- シツィアーノ (PV)

### 地震分類
イタリアの地震リスク階級 (it) では、3 に分類される
。

## 行政

### 分離集落
ピエーヴェ・エマヌエーレには、以下の分離集落（フラツィオーネ）がある。
- Fizzonasco, Pizzabrasa, Tolcinasco

## 姉妹都市
- Attard、マルタ
- Zimnicea、ルーマニア